# Jean-Baptiste Élissalde
Pour les articles homonymes, voir Élissalde.

a Compétitions nationales et continentales officielles uniquement.

b Matchs officiels uniquement.
Dernière mise à jour le 14 octobre 2011.
Jean-Baptiste Élissalde, né le 23 novembre 1977 à La Rochelle (Charente-Maritime), est un joueur et entraîneur français de rugby à XV pouvant évoluer au poste de demi de mêlée ou demi d'ouverture.
Formé au Stade rochelais, il part en 2002 au Stade toulousain où il remporte deux Coupes d'Europe (2005 et 2010) et deux championnat de France (2008 et 2012) De 2000 à 2008, il obtient 35 sélections en équipe de France, il est à ce jour le joueur formé au Stade rochelais à avoir le plus de sélections en équipe de France, et gagne le Tournoi des Six Nations en 2004 et 2006. 
À la fin de la saison 2009-2010, il prend sa retraite et devient entraîneur des lignes arrière du Stade toulousain jusqu'en 2017. Du 3 janvier 2018 jusqu'à la coupe du monde 2019, il est entraîneur adjoint chargé des lignes arrières du XV de France auprès du sélectionneur Jacques Brunel.

## Biographie

### Jeunesse et débuts dans l'élite
Jean-Baptiste Élissalde est né à La Rochelle dans une famille de rugby : son père Jean-Pierre Élissalde et son grand-père maternel Laurent Bidart ont tous deux porté le maillot de l'équipe de France, son grand-père paternel Arnaud Élissalde était joueur puis entraîneur de La Rochelle.
Formé au Stade rochelais, où son père est entraîneur depuis 1994, il fait ses premiers pas dans le Championnat de France de première division lors de la saison 1997-1998 à la suite de la promotion de son club dans l'élite. Il joue alors son premier match de dans l'élite français le 6 avril 1997 contre l'Aviron bayonnais. Il est alors sélectionné en équipe de France des moins de 21 ans. Le 11 novembre 1998, il joue son premier match avec les Barbarians français contre l'Argentine à Bourgoin-Jallieu. Les Baa-Baas s'imposent 38 à 30. Il obtient ses deux premières capes en équipe de France en 2000, en Écosse lors du Tournoi des six nations puis en Roumanie. Il attendra près de trois ans avant d’être appelé de nouveau. Entretemps, il change de club à la suite de la relégation du Stade rochelais à l’issue de la saison 2001-2002 : Élissalde reste en Top 16 et porte désormais les couleurs du Stade toulousain.

### Joueur au Stade toulousain et en équipe de France
Avec son nouveau club, il doit affronter une concurrence redoutable, avec Yann Delaigue et Frédéric Michalak pour occuper les deux postes, mêlée et ouverture. Cette concurrence l'empêche de participer à la victoire des Toulousains en finale de la coupe d'Europe 2003. Il rentre lors de la finale du Championnat de France, perdue contre le Stade français.

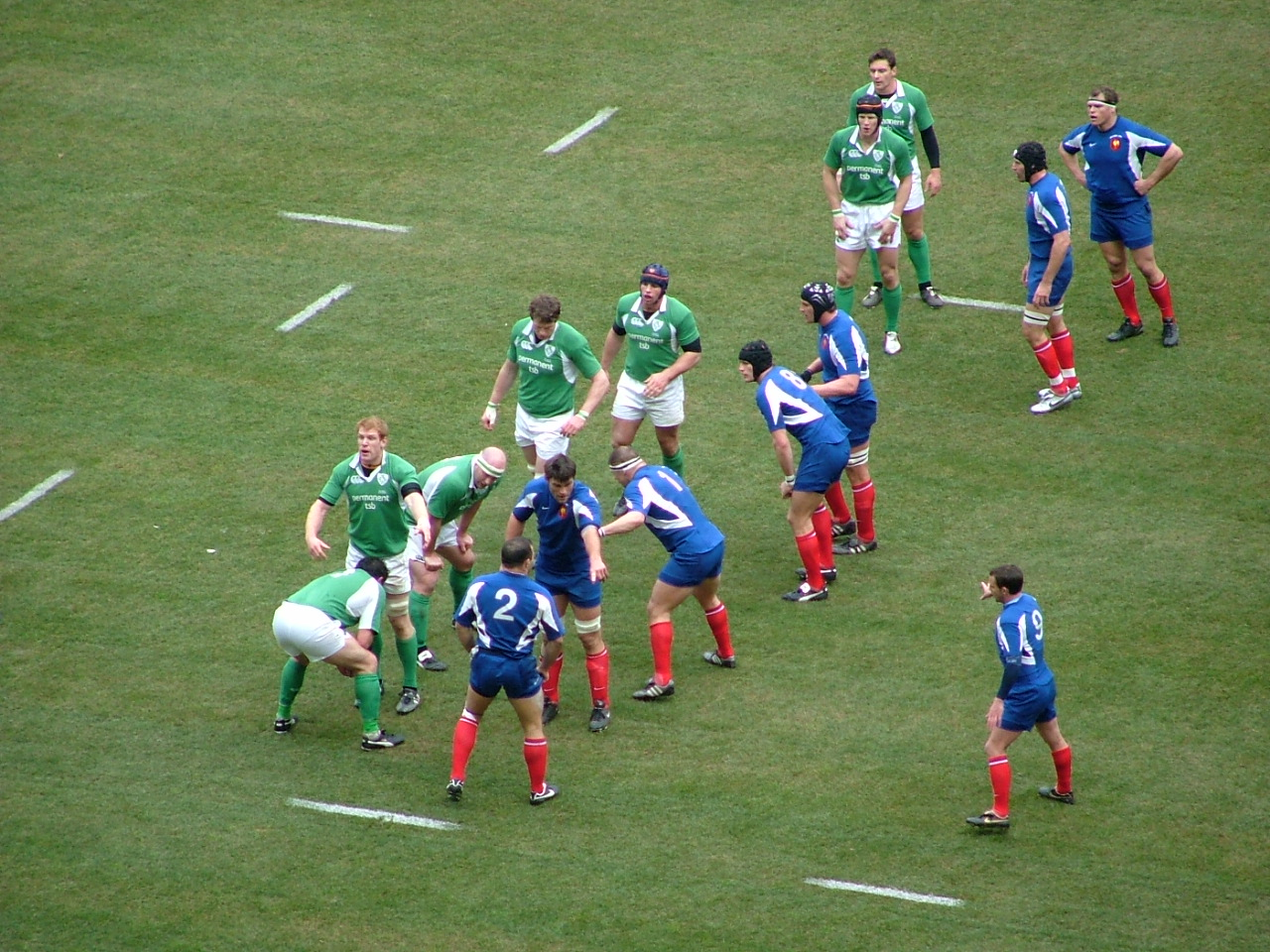
Jean-Baptiste Élissalde, avec le numéro 9, lors du match France - Irlande en 2006.

Le 23 mai 2004, il participe avec le Stade toulousain à la finale de la Coupe d'Europe au Stade de Twickenham à Londres face aux London Wasps. Il est remplaçant et entre à la 53e minute à la place de Yann Delaigue. Il inscrit trois pénalités mais les Anglais l'emportent sur le fil 27 à 20, à la suite d'une erreur de Clément Poitrenaud, empêchant les Toulousains de gagner un deuxième titre consécutif. Quelques mois auparavant, il a participé au Grand chelem réalisé par les Bleus lors du Tournoi des six nations 2004, et a été le meilleur marqueur français du tournoi avec 36 points. En 2005, il est à nouveau champion d'Europe et participe cette fois à la finale face au Stade français. Il est titulaire à la mêlée, associé à Frédéric Michalak à l'ouverture, puis remplacé par Jean-Frédéric Dubois à la 80e minute. Les haut-garonnais sont de nouveau champion d'Europe en s'imposant 12 à 18 après prolongation.
Puis, en l'absence de Fabien Pelous laissé au repos, il est nommé capitaine de l'équipe de France lors de la tournée en Afrique du Sud, puis face aux Australiens. Enfin, durant la tournée d'automne 2005, il prouve son talent et sa complémentarité avec son coéquipier de club, Frédéric Michalak, lors des matchs victorieux contre les Wallabies puis les Springboks.

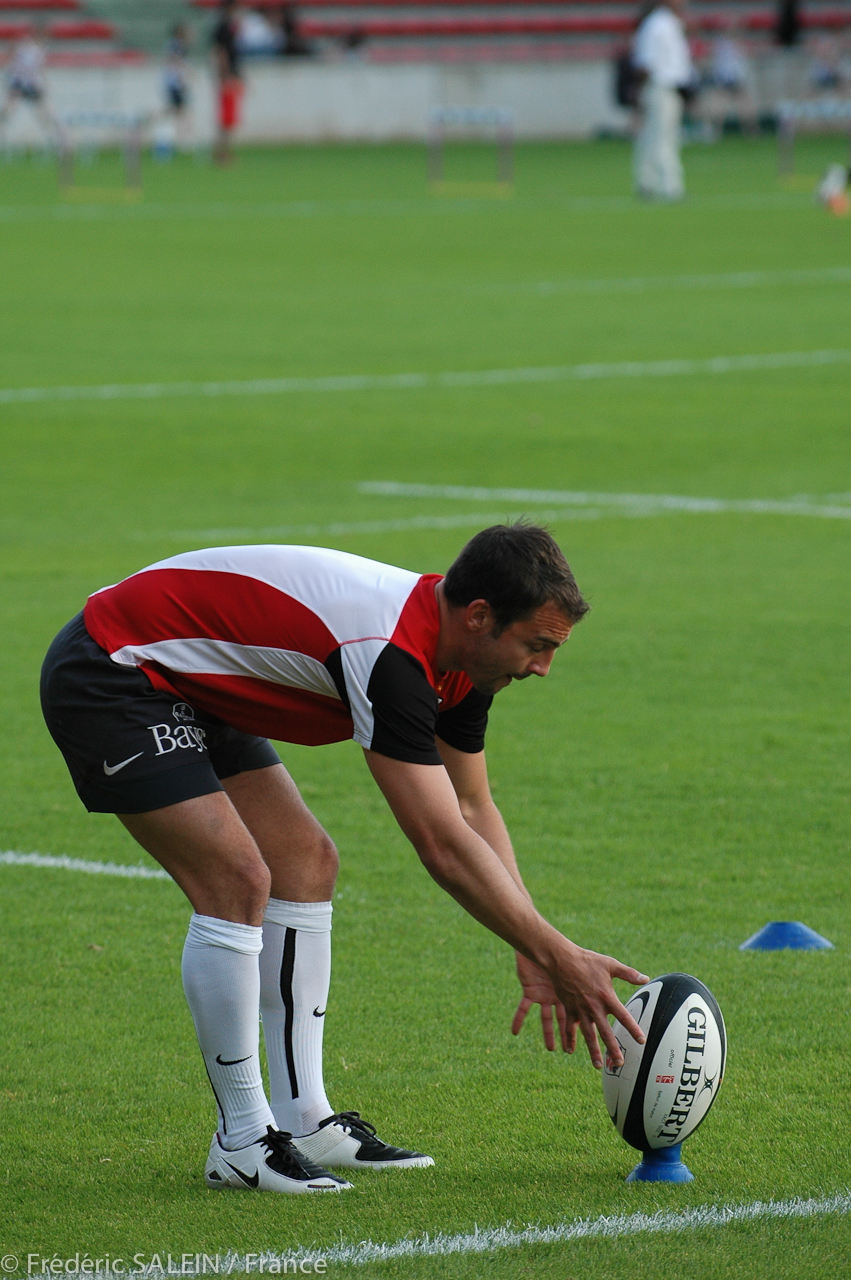
Elisalde s'apprêtant à taper une pénalité lors de Stade toulousain-Agen en mai 2007.

En mars 2007, il est sélectionné avec les Barbarians français pour jouer un match contre l'Argentine à Biarritz. Les Baa-Baas s'inclinent 28 à 14.
Élissalde est sélectionné par Bernard Laporte pour la Coupe du monde 2007. Remplaçant de Pierre Mignoni lors du premier match contre l'Argentine, il devient titulaire dès la seconde rencontre et débute notamment le quart de finale contre la Nouvelle-Zélande et la demi-finale contre l'Angleterre.

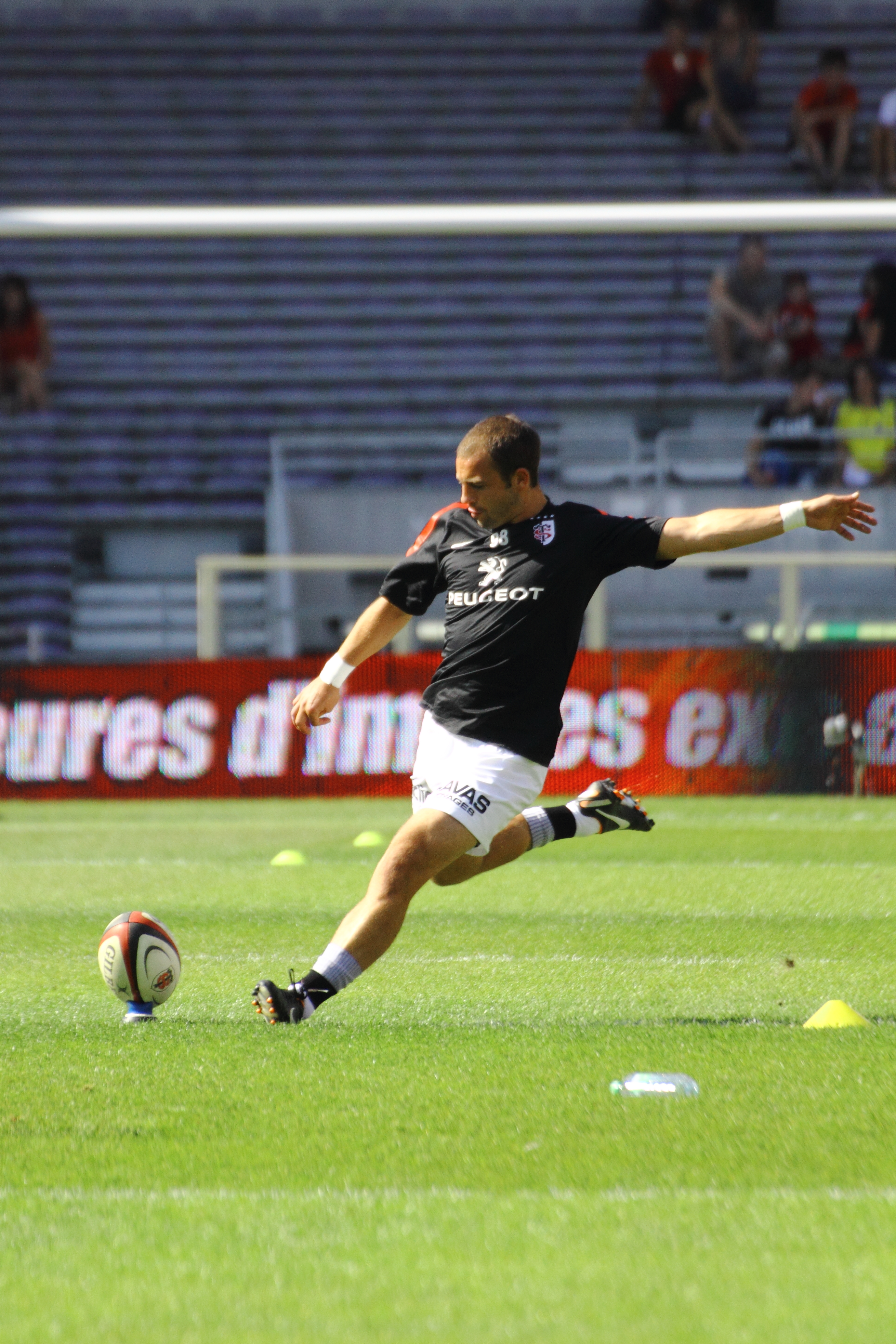
Elisalde à l'échauffement lors de Stade toulousain-ASM Clermont en 2011.

Le 28 juin 2008, il devient Champion de France pour la première fois avec la victoire 26-20 du Stade toulousain face à Clermont. Blessé aux côtes la semaine précédente lors de la victoire face au Stade français (31-13), il tient finalement sa place avant d'être remplacé à la 62e minute.
Encore titularisé en équipe de France en 2008 par Marc Lièvremont, il n'est pas retenu pour le Tournoi des six nations 2009 et ne jouera pas non plus lors des tournées. Il est rappelé une dernière fois pour le Tournoi des six nations 2010 mais doit céder sa place à Frédéric Michalak à cause d’une blessure au mollet.
Le 22 mai 2010, il remporte sa troisième Coupe d'Europe face à Biarritz et annonce la fin de sa carrière de joueur à l'issue du match. Quelques jours après son dernier match avec Toulouse, il annonce qu'il devient l'adjoint de Guy Novès en remplacement de Philippe Rougé-Thomas pour la saison suivante. Il joue avec les Barbarians le 4 juin, face à l'équipe d’Irlande. Demi d’ouverture remplaçant, il participe à la victoire des siens (29-23) en inscrivant une pénalité à la 56e minute. À la fin de la rencontre, il est porté en triomphe par ses coéquipiers, notamment par les Toulousains Cédric Heymans et Census Johnston.

### Fin de carrière de joueur et débuts en tant qu'entraîneur

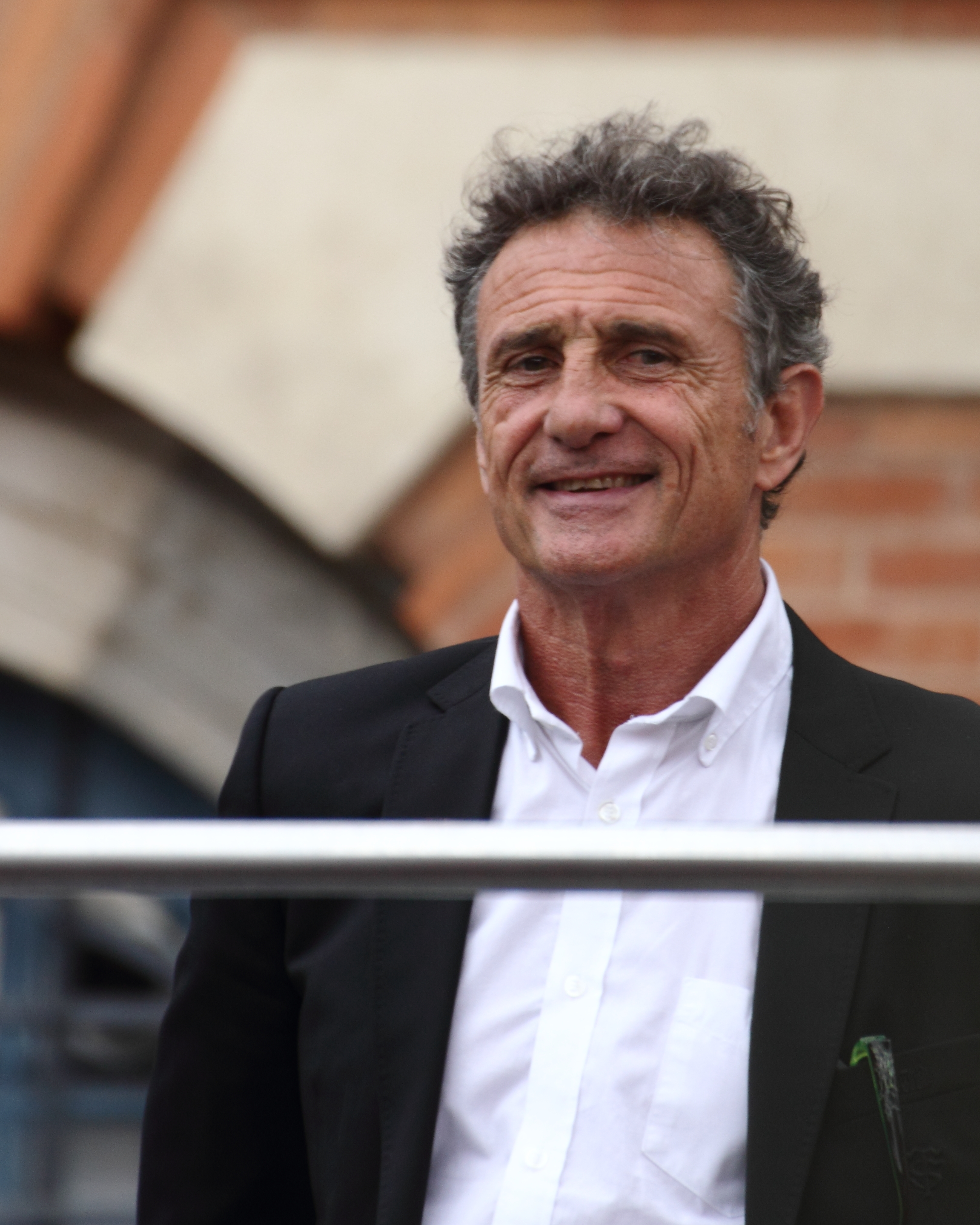
Guy Novès, ici en 2012, fut son entraîneur de 2002 à 2010 au Stade toulousain, avant de le choisir comme adjoint de 2010 à 2015 dans ce même club.

À partir de la saison 2010-2011, Jean-Baptiste Elissalde remplace ainsi Philippe Rougé-Thomas en tant qu'entraîneur des arrières au Stade toulousain, aux côtés de Yannick Bru (puis de William Servat) et Guy Novès. Il rechausse tout de même les crampons le 26 novembre 2010 avec l'équipe des Barbarians français contre les Tonga dans un match considéré comme son jubilé pour clore définitivement sa carrière de joueur.
Cependant en septembre 2011, Jean-Baptiste Élissalde reprend une licence afin de pallier l'absence de Jean-Marc Doussain appelé en équipe de France après le forfait de David Skrela alors que le mondial néo-zélandais avait déjà privé le club d'une partie de ses effectifs. Remplaçant inutilisé lors de la rencontre de la 5e journée de championnat (SU Agen-Stade Toulousain), il dispute une minute de jeu en remplacement de Nicolas Bézy lors de la rencontre de la 6e journée (Stade Toulousain-AS Montferrand) sous les ovations du public du Stadium. Le retour de blessure de Lionel Beauxis pour la 7e journée permet à "Jean-Ba" de reprendre sa place d'entraîneur à plein temps. Il est, à la fin de la saison, le joueur le moins utilisé de l'effectif professionnel toulousain devant Rupeni Caucaunibuca (13 minutes, gravement blessé au genou lors de la première journée de championnat) et Akvsenti Giorgadze (45 minutes, également gravement blessé lors de la quinzième journée pour sa deuxième apparition et sa première titularisation sous le maillot toulousain).

### Entraîneur au Stade toulousain
Après deux saisons en tant qu'entraîneur, Jean-Baptiste Élissalde compte déjà deux titres de champions de France (dont un également en tant que joueur).
En 2015, Guy Novès quitte le Stade toulousain pour devenir le sélectionneur du XV de France. Fabien Pelous et Ugo Mola, respectivement nouveau directeur sportif et nouvel entraîneur en chef, choisissent de conserver les entraîneurs-adjoints Jean-Baptiste Elissalde et William Servat dans le nouveau staff. En 2017, à la suite d'une saison difficile du Stade toulousain et alors qu'il lui reste un an de contrat, Jean-Baptiste Elissalde et le club trouvent un accord pour mettre fin à leur collaboration.

### Consultant sportif
En 2017, après avoir quitté le Stade toulousain, il devient consultant pour le journal L'Équipe et pour Canal+ dans le Late Rugby Club. Il cesse cette activité lorsqu'il devient entraîneur du XV de France.

### Entraîneur des arrières de l'équipe de France
Il intègre ainsi la Fédération française de rugby pour travailler sur les réformes de la formation française. En décembre 2017, il est nommé entraîneur des arrières de l'équipe 2 de l'équipe de France des moins de 18 ans au côté de Christian Califano, entraîneur des avants, et Philippe Agostini, manager. Quelques jours plus tard, le 3 janvier 2018, la FFR annonce qu'il est finalement nommé entraîneur des arrières de l'Équipe de France au sein du staff mis en place par le nouveau sélectionneur Jacques Brunel.

### Entraîneur au Montpellier HR
Le 7 janvier 2020, il rejoint l'encadrement du Montpellier Hérault rugby. Il intègre l'encadrement dirigé par Xavier Garbajosa, avec qui il a joué au Stade toulousain de 2002 à 2007, et reprend les prérogatives de Ian Vass, sur le départ, chargé de la défense et des skills. Le 3 janvier 2021, le directeur du rugby Philippe Saint-André remplace Garbajosa au poste de manager. Élissalde est conservé en tant qu'entraîneur adjoint.
En 2022, il mène l'équipe au titre de Champion de France aux côtés de Philippe Saint-André, Olivier Azam et Alexandre Ruiz. L'encadrement remporte dans la foulée le trophée de meilleur staff du Top 14 lors de la 18e Nuit du rugby.

## Statistiques

### Tournoi des Six Nations
| Édition          | Rang | Résultats France | Résultats Élissalde | Matchs Élissalde |
| ---------------- | ---- | ---------------- | ------------------- | ---------------- |
| Six Nations 2000 | 2    | 3 v, 0 n, 2 d    | 1 v, 0 n, 0 d       | 1/5              |
| Six Nations 2003 | 3    | 3 v, 0 n, 2 d    | 2 v, 0 n, 0 d       | 2/5              |
| Six Nations 2004 | 1    | 5 v, 0 n, 0 d    | 3 v, 0 n, 0 d       | 3/5              |
| Six Nations 2006 | 1    | 4 v, 0 n, 1 d    | 3 v, 0 n, 1 d       | 4/5              |
| Six Nations 2008 | 3    | 3 v, 0 n, 2 d    | 2 v, 0 n, 1 d       | 3/5              |

Légende : v = victoire ; n = match nul ; d = défaite ; la ligne est en gras quand il y a Grand Chelem.

### Coupe du monde
| Édition     | Rang      | Résultats France | Résultats Élissalde | Matchs Élissalde |
| ----------- | --------- | ---------------- | ------------------- | ---------------- |
| France 2007 | Quatrième | 4 v, 0 n, 3 d    | 4 v, 0 n, 3 d       | 7/7              |

Légende : v = victoire ; n = match nul ; d = défaite.

## Carrière de joueur

### Palmarès

#### En club

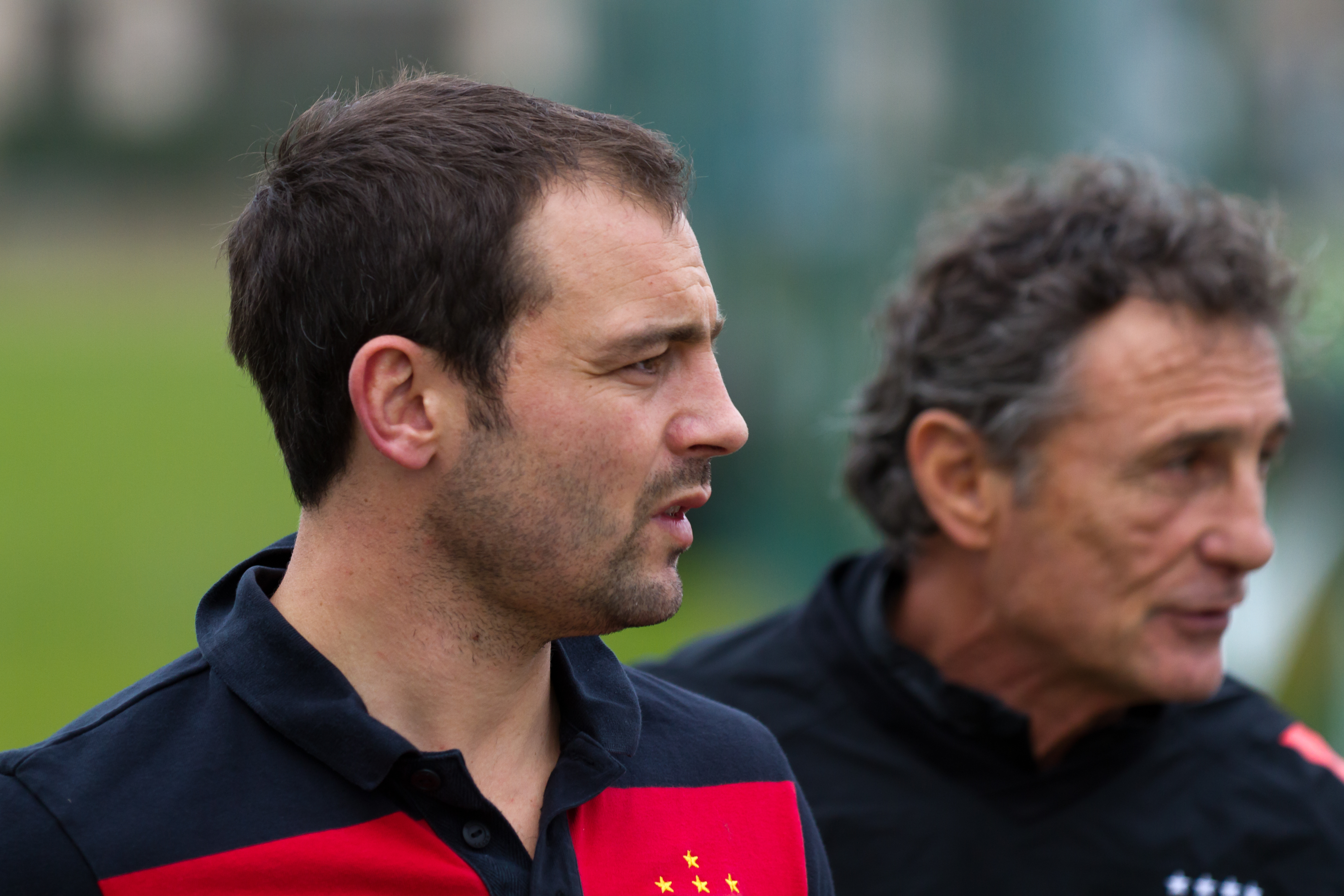
Jean-Baptiste Éllisalde et Guy Novès

Avec le Stade toulousain
- Coupe d'Europe : 
  - Vainqueur (2) : 2005 et 2010
  - Finaliste (2) : 2004 et 2008
- Championnat de France :
  - Vainqueur (2) : 2008 et 2012
  - Finaliste (2) : 2003 et 2006

#### En sélection
- Équipe de France :

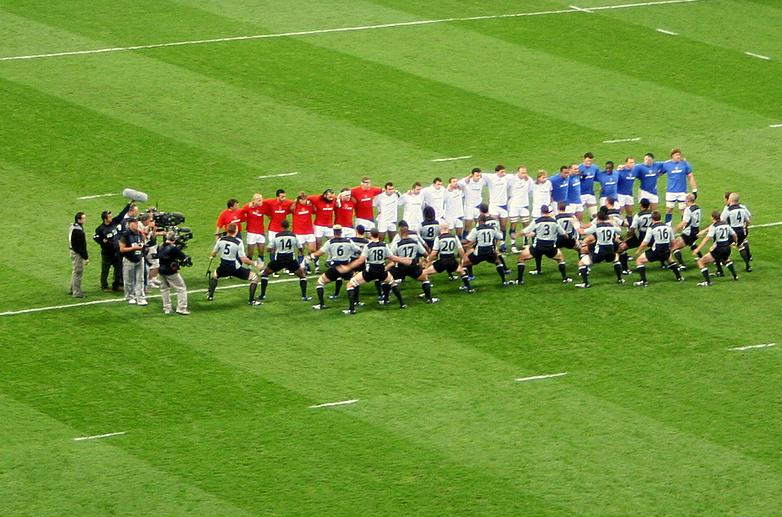
Quart-de-finale France - All Blacks en 2007.

  - 35 sélections de 2000 à 2008 : 2 en 2000, 2 en 2003, 5 en 2004, 5 en 2005, 6 en 2006, 10 en 2007, 5 en 2008
  - 4 essais, 38 pénalités, 40 transformations (214 points)
  - 3 fois capitaine (2 fois en 2005, 1 fois en 2007)
  - Vainqueur du Tournoi des Six Nations : 2004 (GC), 2006
- Équipe de France A :
  - 2003 : 2 sélections (Angleterre A, Irlande A)
  - 2002 : 1 sélection (Australie A)
- Équipe de France -21 ans (en 1997)
- Barbarians français :
  - 1998 : 1 sélection (Argentine)
  - 2007 : 1 sélection (Argentine)
  - 2010 : 1 sélection (Tonga)
- Barbarians :
  - 2010 : 2 sélections (Angleterre XV, Irlande XV)

## Carrière d'entraîneur

### En club
| Saison      | Club             | Division | Poste    | Classement             | Coupe d'Europe             | Challenge européen         |
| ----------- | ---------------- | -------- | -------- | ---------------------- | -------------------------- | -------------------------- |
| 2010 - 2011 | Stade toulousain | Top 14   | Arrières | Champion de France     | Éliminé en demi-finale     | -                          |
| 2011 - 2012 | Stade toulousain | Top 14   | Arrières | Champion de France     | Éliminé en quart-de-finale | -                          |
| 2012 - 2013 | Stade toulousain | Top 14   | Arrières | Éliminé en demi-finale | Éliminé en poule           | Éliminé en quart-de-finale |
| 2013 - 2014 | Stade toulousain | Top 14   | Arrières | Éliminé en barrages    | Éliminé en quart-de-finale | -                          |
| 2014 - 2015 | Stade toulousain | Top 14   | Arrières | Éliminé en demi-finale | Éliminé en poule           | -                          |
| 2015 - 2016 | Stade toulousain | Top 14   | Arrières | Éliminé en barrages    | Éliminé en poule           | -                          |
| 2016 - 2017 | Stade toulousain | Top 14   | Arrières | 12e                    | Éliminé en quart-de-finale | -                          |
| 2020 - 2021 | Montpellier HR   | Top 14   | Arrières | 10e                    | -                          | Vainqueur                  |
| 2021 - 2022 | Montpellier HR   | Top 14   | Arrières | Champion de France     | Éliminé en quart-de-finale | -                          |

### En sélection
| Année | Sélection | Poste    | Classement World Rugby à la fin de l'année | Tournoi | Coupe du monde             |
| ----- | --------- | -------- | ------------------------------------------ | ------- | -------------------------- |
| 2018  | France    | Arrières | 9e                                         | 4e      | -                          |
| 2019  | France    | Arrières | 7e                                         | 4e      | Éliminé en quart-de-finale |

## Distinctions personnelles
- Oscars du Midi olympique 2012 :  Oscar d'Or du meilleur encadrement (avec Guy Novès et Yannick Bru)
- Nuit du rugby 2012 :  Meilleur staff d'entraîneur du Top 14 (avec Guy Novès et Yannick Bru) pour la saison 2011-2012
- Nuit du rugby 2022 :  Meilleur staff d'entraîneur du Top 14 (avec Philippe Saint-André, Olivier Azam, Alexandre Ruiz et Bruce Reihana) pour la saison 2021-2022